# 魯汶區
魯汶區（荷蘭語：Arrondissement Leuven）是比利時弗拉芒大區弗拉芒布拉班特省的一個区。該區轄有30個市鎮，面積1,163.20平方公里，2020年1月1日人口為511733人。

## 市鎮
魯汶區下辖以下市鎮：
| - 阿尔斯霍特（Aarschot） - 伯海嫩代克（Begijnendijk） - 贝克福尔特（Bekkevoort） - 贝尔特姆（Bertem） - 比尔贝克（Bierbeek） - 博特梅尔贝克（Boortmeerbeek） - 包特瑟姆（Boutersem） - 迪斯特（Diest） - 海特贝茨（Geetbets） - 赫拉贝克（Glabbeek） - 哈赫特（Haacht） - 海伦特（Herent） - 胡哈尔登（Hoegaarden） - 霍尔斯贝克（Holsbeek） - 许尔登贝赫（Huldenberg） | - 凯尔贝亨（Keerbergen） - 科特纳肯（Kortenaken） - 科滕贝赫（Kortenberg） - 兰登（Landen） - 鲁汶（Leuven） - 林特尔（Linter） - 吕贝克（Lubbeek） - 旧海弗莱（Oud-Heverlee]） - 罗策拉尔（Rotselaar） - 斯海彭赫弗尔-济赫姆（Scherpenheuvel-Zichem） - 泰尔菲伦（Tervuren） - 蒂尔特-温厄（Tielt-Winge） - 蒂嫩（Tienen） - 特雷默洛（Tremelo） - 佐特莱乌（Zoutleeuw） |